# 柏原市立堅上中学校
柏原市立堅上中学校（かしわらしりつ かたかみ ちゅうがっこう）は、大阪府柏原市にある公立中学校。

## 概要
柏原市の山間部に位置し、小規模の学校となっている。また、2007年度からは小規模特認校に指定され、柏原市在住の生徒で特に希望する者については校区外からの通学も可能である。
2007年度からは、柏原市立堅上小学校との間で9年間の小中一貫教育を実施している。小学校1年～中学校3年の児童・生徒を縦割りグループに分けて異年齢交流を図り、また体育大会などの行事も合同でおこなう。

## 沿革
1947年の学制改革に伴い、当時の中河内郡柏原町に柏原町立中学校（現在の柏原市立柏原中学校）が発足した。柏原町立中学校は柏原町全域を校区としたが、本校のほかに堅上分校を開設した。堅上分校は柏原町立堅上小学校（現在の柏原市立堅上小学校）内に併設された。
翌1948年に堅上分校は独立校となり、柏原町立堅上中学校と称した。1965年には現在地に移転している。

### 年表
- 1947年4月22日 - 柏原町立中学校堅上分校として発足。
- 1948年9月1日 - 堅上分校が独立し、柏原町立堅上中学校として開校。
- 1958年10月1日 - 柏原市の市制施行により、柏原市立堅上中学校に改称。
- 1965年4月1日 - 現在地に移転。
- 2003年2月13日 - 韓国釜山の釜山国際中学校と姉妹校協定を締結。
- 2007年4月1日 - 小規模特認校に指定。柏原市立堅上小学校との間で9年間の小中一貫教育を開始。

## 通学区域
- 柏原市立堅上小学校の通学区域。
  - 柏原市 雁多尾畑、青谷、本堂、峠。
- 校区外居住者でも、(1)柏原市内に保護者とともに住所を有する。(2)生徒本人と保護者の希望が強い。(3)通学可能な心身状況。(4)卒業まで・少なくとも学年末まで通学可能。の条件をすべて満たす者は、希望により通学が認められることがある。

## 交通
- 関西本線（大和路線） 河内堅上駅下車、北へ約1.8km（徒歩約30分）